# فهرست فرودگاه‌های ایالات متحده آمریکا
این مقاله شامل فهرست فرودگاه‌های ایالات متحده آمریکا است که به‌دلیل گستردگی زیاد، به دسته‌های مختلف تفکیک شده‌اند.

## فرودگاه‌های اصلی
در آمریکا فرودگاه‌هایی که در سال بیش از ۱۰۰۰۰ سوار شدن مسافر در آنها انجام شود از سوی اداره هوانوردی فدرال فرودگاه اصلی طبقه‌بندی می‌شوند.

## فهرست‌ها بر پایهٔ کد ایکائو
- فهرست فرودگاه‌ها بر پایه کد ایکائو: K
- فهرست فرودگاه‌ها بر پایه کد ایکائو: N
- فهرست فرودگاه‌ها بر پایه کد ایکائو: P
- فهرست فرودگاه‌ها بر پایه کد ایکائو: P
- فهرست فرودگاه‌ها بر پایه کد ایکائو: P
- فهرست فرودگاه‌ها بر پایه کد ایکائو: P
- فهرست فرودگاه‌ها بر پایه کد ایکائو: P
- فهرست فرودگاه‌ها بر پایه کد ایکائو: P
- فهرست فرودگاه‌ها بر پایه کد ایکائو: P
- فهرست فرودگاه‌ها بر پایه کد ایکائو: P
- فهرست فرودگاه‌ها بر پایه کد ایکائو: P
- فهرست فرودگاه‌ها بر پایه کد ایکائو: P
- فهرست فرودگاه‌ها بر پایه کد ایکائو: P
- فهرست فرودگاه‌ها بر پایه کد ایکائو: T
- فهرست فرودگاه‌ها بر پایه کد ایکائو: T